# Geron argutus
Geron argutus är en tvåvingeart som beskrevs av Joseph Hannum Painter 1932. Geron argutus ingår i släktet Geron och familjen svävflugor. Inga underarter finns listade i Catalogue of Life.